# Österåkers socken, Södermanland

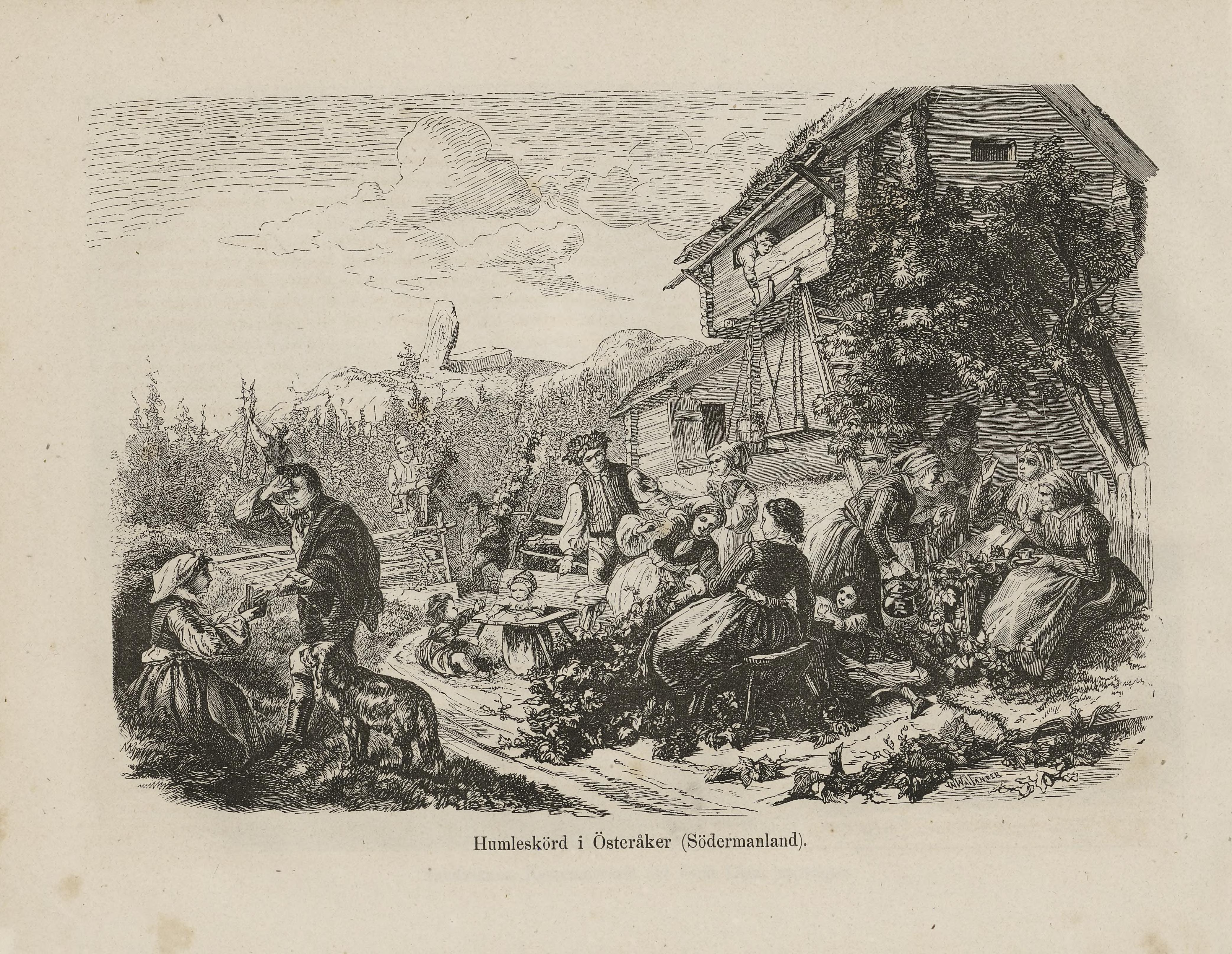
Humleskörd i Österåker 1875, från boken Nordiska taflor, utgiven av Albert Bonnier

Österåkers socken i Södermanland ingick i Oppunda härad, ingår sedan 1971 i Vingåkers kommun och motsvarar från 2016 Österåkers distrikt.
Socknens areal är 65,75 kvadratkilometer, varav 55,65 land.  År 2000 fanns här 858 invånare. Godset Forsby samt kyrkbyn Österåker med sockenkyrkan Österåkers kyrka ligger i socknen. 

## Administrativ historik
Österåkers socken har medeltida ursprung. 
Vid kommunreformen 1862 övergick socknens ansvar för de kyrkliga frågorna till Österåkers församling och för de borgerliga frågorna till Österåkers landskommun. Landskommunen inkorporerades 1952 i Julita landskommun som upplöstes 1971 då denna del uppgick i Vingåkers kommun.
1 januari 2016 inrättades distriktet Österåker, med samma omfattning som församlingen hade 1999/2000.
Socknen har tillhört län, fögderier, tingslag och domsagor enligt vad som beskrivs i artikeln Oppunda härad.  De indelta soldaterna tillhörde Södermanlands regemente, Vingåkers kompani.

## Geografi
Österåkers socken ligger nordväst om Katrineholm söder om östra Hjälmaren och med Öljaren i öster. Socknen har odlad slättbygd i öster och kuperad skogsbygd i väster.

## Fornlämningar
Från bronsåldern finns gravrösen. Från järnåldern finns tre gravfält med domarring och skeppssättning.

## Namnet
Namnet (1313 Österaker) innehåller efterleden åker sannolikt syftande på en forntida samlingsplats. Förleden öster relaterar till samlingsplatsen Vingåker.